# Devecser (distrikt)
Devecser är ett distrikt i Ungern. Det ligger i provinsen Veszprém, i den västra delen av landet, 130 km väster om huvudstaden Budapest.